# Craniella ellipsoida
Craniella ellipsoida är en svampdjursart som beskrevs av Kazuo Hoshino 1982. Craniella ellipsoida ingår i släktet Craniella och familjen Tetillidae.
Artens utbredningsområde är havet kring Japan. Inga underarter finns listade i Catalogue of Life.